# Administración Nacional de Electricidad
Administración Nacional de Electricidad (ANDE) é a empresa responsável pela geração, transmissão e distribuição de energia no Paraguai.
A ANDE é uma instituição autônoma e descentralizada da Administração Pública, de duração ilimitada, com status legal e patrimônio próprio. Ela estará sujeita a disposições civis e comerciais comuns, em tudo que não contrarie as normas contidas na Lei nº 966 e sua subsequente expansão.

Seu principal objetivo é satisfazer adequadamente as necessidades de energia elétrica do país, a fim de promover seu desenvolvimento econômico e promover o bem-estar da população, através do uso preferencial dos recursos naturais da nação paraguaia.